# Kerrye Jones
Kerrye Jones – australijska judoczka.
Srebrna medalistka mistrzostw Oceanii w 1979. Wicemistrzyni Australii w 1978 i 1979 roku.